# Śląska Izba Aptekarska
Śląska Izba Aptekarska – okręgowa organizacja samorządu aptekarskiego z siedzibą w Katowicach.

## Organizacja samorządu aptekarskiego w Polsce
Samorząd zawodu aptekarskiego w Polsce stanowią Naczelna Izba Aptekarska i okręgowe izby aptekarskie działające na podstawie Ustawy z dnia 19 kwietnia 1991 r. o izbach aptekarskich. Jego zadaniem jest w szczególności reprezentowanie zawodu aptekarza i obrona jego interesów, a także współdziałanie z organami administracji publicznej, związkami zawodowymi i samorządami zawodowymi oraz innymi organizacjami społecznymi w sprawach związanych z wykonywaniem zawodu i innych dotyczących farmacji, a mających wpływ na ochronę zdrowia publicznego. Samorząd ten jest niezależny i podlega wyłącznie ustawom.
Naczelna Izba Aptekarska i izby okręgowe mają swoją osobowość prawną. Siedzibą Naczelnej Izby Aptekarskiej i jej organów jest miasto stołeczne Warszawa. Obszar działania poszczególnych okręgowych izb aptekarskich oraz ich siedziby ustala Naczelna Rada Aptekarska, uwzględniając podział terytorialny państwa. Po reformie administracyjnej z roku 1999 funkcjonuje w Polsce 20 okręgowych izb aptekarskich.

## Śląska Izba Aptekarska

### Lata bezpośrednio powojenne
Okręgowa Izba Aptekarska w Katowicach została utworzona już w tydzień po wyzwoleniu Katowic 3 lutego 1945 r. i do czasu wydania rozporządzenia Ministra Zdrowia z dnia 21 grudnia 1946 r. o utworzeniu okręgowych izb aptekarskich działała z polecenia Wojewódzkiego Wydziału Zdrowia. Pierwszym prezesem Izby z wyboru był dr Józef Degórski. Po jego śmierci w styczniu 1947 r. Minister Opieki Społecznej mianował Komisarzem Rządowym Izby magistra Mieczysława Estkowskiego. Komisarz Izby na mocy ustawy z 1939 r. mianował Radę Izby oraz Sąd Dyscyplinarny. Członkowie Izby opracowywali tymczasowy statut organizacyjny instytucji. 14 sierpnia 1948 r. Minister Zdrowia na podstawie dekretu z 8 listopada 1946 r. o organizacji samorządu zawodowego lekarskiego i aptekarskiego powołał nowe tymczasowe organy okręgowych izb aptekarskich tj. Radę i Zarząd. Okręgowa Izba Aptekarska jako samorząd i reprezentacja zawodu aptekarskiego obejmowała swoim zasięgiem obszar byłego województwa śląskiego. Siedzibą Izby były Katowice. Organami Okręgowej Izby Aptekarskiej były: Rada, Zarząd, Komisja Rewizyjna i Sąd Dyscyplinarny. Do zakresu działania Rady należało m.in. uchwalanie budżetu, zatwierdzanie rocznego sprawozdania Zarządu, uchwalanie i zmiana regulaminu Izby i statutów instytucji utworzonych przy Izbie. Zarząd Izby był jej organem wykonawczym. Rozstrzygał ponadto wszystkie sprawy niezastrzeżone Radzie oraz załatwiał sprawy przekazane Izbie przez władze państwowe, Radę lub Naczelną Izbę Aptekarską. Przedstawicielem Izby na zewnątrz był prezes. Władzą zwierzchnią Izby była Naczelna Izba Aptekarska w Warszawie. Komisja Rewizyjna była organem kontrolującym działalność finansową i gospodarczą Izby. Do orzekania w sprawach dyscyplinarnych powołany został Sąd Dyscyplinarny. W związku ze zmianą podziału administracyjnego kraju 14 października 1950 r. na zebraniu Rady i z polecenia Naczelnej Izby Aptekarskiej utworzono w Opolu dla nowo powstałego województwa opolskiego Delegaturę Okręgowej Izby Aptekarskiej. Okręgowa Izba Aptekarska została zlikwidowana 8 stycznia 1951 roku. Jej trzecim i ostatnim prezesem był Jan Macherski.

### Po 1991 r.
Powrót po czterdziestu latach samorządu aptekarskiego poprzedziło powstanie Komitetu Organizacyjnego, który 27 września 1991 r. zorganizował regionalne zebranie organizacyjno-wyborcze, na którym wybrano delegatów na I Okręgowy Zjazd Wyborczy. Podczas zjazdu 29 października 1991 r. ustalono, że Izba będzie miała siedzibę w Katowicach, a obszar działania obejmie województwa katowickie i częstochowskie. Pierwszym prezesem odrodzonej Śląskiej Izby Aptekarskiej został profesor Dionizy Moska. Po reformie z 1999 r. terenem działania Izby został obszar województwa śląskiego. W roku 2020 Izba zrzeszała około 3000 członków.
Śląska Izba Aptekarska w ramach swoich działań:
- reprezentuje zawód aptekarza i broni jego interesów,

- troszczy się o zachowanie godności i niezależności zawodu,
- sprawuje pieczę i nadzór nad wykonywaniem zawodu,

- kodyfikuje, krzewi i strzeże zasady etyki i deontologii zawodowej,

- integruje środowisko zawodowe,

- stwierdza prawo wykonywania zawodu i przydziela numery Prawa Wykonywania Zawodu Farmaceuty.

- prowadzi rejestr farmaceutów na swoim obszarze,

- wydaje opinie w sprawach rękojmi należytego prowadzenia apteki przez kandydatów na kierowników oraz udzielania lub cofania zezwoleń na prowadzenie aptek lub hurtowni,

- prowadzi i monitoruje szkolenia dla farmaceutów.

## Skład organów Śląskiej Izby Aptekarskiej w kolejnych kadencjach[1]
- I (1991–1995) – prezes: prof. dr hab. Dionizy Moska, wiceprezes: mgr farm. Roman Hechmann, skarbnik: mgr farm. Jan Ociepka
- II (1995–1999) – prezes: mgr farm. Roman Hechmann (do 21.04.1996 r. – następnie wybrany na Prezesa Naczelnej Rady Aptekarskiej), prezes: mgr farm. Lidia Wolnicka-Morawiec (od 22.04.1996 r.), wiceprezesi: mgr farm. Jolanta Stechman (do 21.04.1996 r.), mgr farm. Ewa Majcherczyk, mgr farm. Daniela Cwała-Olszewska (od 22.04.1996 r.), mgr farm. Elżbieta Karłowska-Pakosz (od 22.04.1996 r.), skarbnik: mgr farm. Maria Kozłowska
- III (1999–2003) – prezes: mgr farm. Lidia Wolnicka-Morawiec, wiceprezesi: mgr farm. Maria Bartwińska-Kondek, mgr farm. Elżbieta Karłowska-Pakosz, mgr farm. Jan Ociepka, skarbnik: mgr farm. Jolanta Dominek
- IV (2003–2007) – prezes: dr n. farm. Stanisław Piechula, wiceprezesi: mgr farm. Maria Bilińska, dr n. farm. Andrzej Deląg, mgr farm. Piotr Klima, mgr farm. Anna Śliwińska, skarbnik: mgr farm. Mirosław Kidziński
- V (2007–2011) – prezes: dr n. farm. Stanisław Piechula, wiceprezesi: dr n. farm. Piotr Brukiewicz, mgr farm. Piotr Klima, mgr farm. Beatrycze Radlańska-Piątek, mgr farm. Anna Śliwińska, skarbnik: mgr farm. Krzysztof Majka
- VI (2011–2015) – prezes: dr n. farm. Piotr Brukiewicz, wiceprezesi: mgr farm. Andrzej Bednarz, dr n. farm. Bożena Kwaśniak, dr n. farm. Stanisław Piechula, mgr farm. Beatrycze Radlańska-Piątek, skarbnik: mgr farm. Krzysztof Majka
- VII (2015–2019) – prezes: dr n. farm. Piotr Brukiewicz, wiceprezesi: mgr farm. Andrzej Bednarz, mgr farm. Zdzisław Maciej Gawroński, dr n. farm. Bożena Kwaśniak, mgr farm. Krzysztof Majka, skarbnik: mgr farm. Beatrycze Radlańska-Piątek
- VIII (2019–2023) – prezes: dr n. farm. Mikołaj Konstanty, wiceprezesi: dr n. farm. Piotr Brukiewicz, dr n. farm. Piotr Kaczmarczyk, skarbnik: mgr farm. Krzysztof Majka

## Szczególne osiągnięcia Izby
- Śląska Izba Aptekarska 19 maja 2007 r. została odznaczona Złotą Odznaka Honorową za Zasługi dla Województwa Śląskiego[5].
- Od powołania Śląska Izba Aptekarska rozumiała potrzebę założenia własnego biuletynu informacyjnego, pozwalającego zamieszczać i poruszać sprawy ważne dla środowiska farmaceutycznego. Już w 1992 r. ukazał się pierwszy numer kwartalnika, który otrzymał nazwę „Apothecarius”. Jego pomysłodawca i redaktor prowadzący – prof. Dionizy Moska przez 12 lat prowadził społecznie, jednoosobowo całość publikacji, stanowiącej źródło informacji o działalności śląskiego samorządu aptekarskiego. Od roku 2004 prof. Dionizy Moska jest Redaktorem Honorowym, a Naczelnym jest dr n. farm. Piotr Kaczmarczyk. W 2004 r., w odpowiedzi na zmieniające się potrzeby i oczekiwania co do zawartości czasopisma, biuletyn zyskał nową szatę graficzną oraz rozbudował zakres zamieszczanych materiałów. Rozszerzono również grono redaktorów. Obecnie nosi nazwę „Apothecarius – Śląskie Forum Farmaceutyczne”[6].
- Śląska Izba Aptekarska, jako pierwsza w Polsce zakupiła budynek na siedzibę. Dało to duże możliwości organizowania różnego rodzaju spotkań i szkoleń i rozszerzyć zakres swojej działalności.
- W 2021 r. Śląska Izba obchodzi 30-lecie swojej działalności.